# Бургас (община)
Бургас (болг. Община Бургас) — община в Болгарии. Входит в состав Бургасской области. Население составляет 220 550 человек (на 15 мая 2008 года).

## Состав общины
В состав общины входят следующие населённые пункты:
1. Братово
2. Брястовец
3. Бургас
4. Болгарово
5. Димчево
6. Драганово
7. Извор
8. Извориште
9. Маринка
10. Миролюбово
11. Равнец
12. Рудник
13. Твырдица
14. Черно-Море